# برنارد كيبيغو
برنارد كيبروب كيبيغو (بالإنجليزية: Bernard Kipyego)‏ (من مواليد 16 يوليو 1986 من منطقة كييو) عداء كيني للمسافات الطويلة متخصص في سباقات الماراثون. أفضل زمن له هو 02:06:22، وصل إلى منصة التتويج في ماراثون أمستردام، ماراثون شيكاغو، ماراثون بوسطن وماراثون باريس وماراثون طوكيو.
صاحب الميدالية البرونزية عام 2007 في بطولة العالم للعدو الريفي وحصل أيضا على الميدالية الفضية في بطولة العالم لنصف الماراثون عام 2009.